# Micro-ARN 7

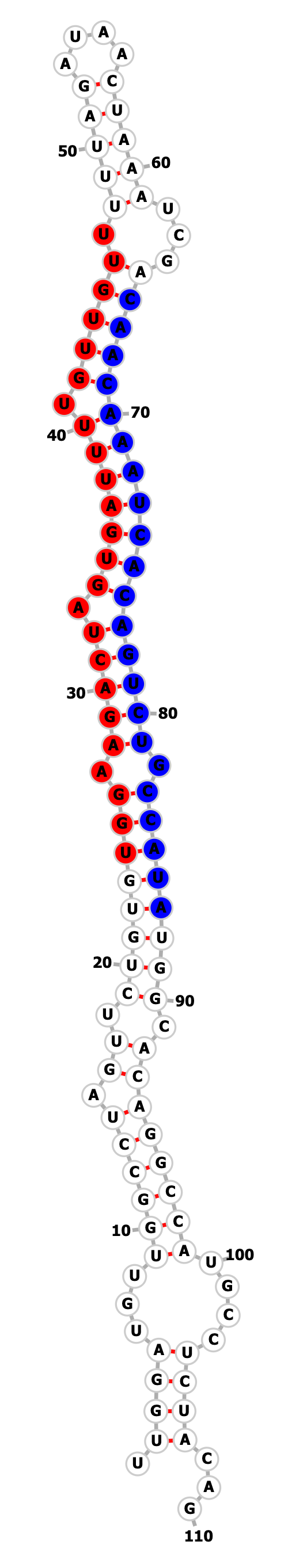
Représentation schématique de la structure tige-boucle du pre-mir-7-1 chez l'humain. Le brin guide préférentiellement associé au RISC apparaît en rouge, le brin passager en bleu. La prédiction de la structure secondaire (ΔG=-46.97 kcal.mol-1) a été obtenue avec le logiciel en ligne RNAfold.

Le micro-ARN 7, ou miR-7, est un micro-ARN impliqué dans le développement, et plus particulièrement dans la différenciation cellulaire, ainsi que dans de nombreuses pathologies, dont le cancer.
Sa séquence a été conservée au cours de l'évolution et on trouve ses homologues dans différentes espèces modèles en recherche scientifique telles que la souris, le poisson-zèbre, le xénope ou la mouche du vinaigre.
Chez l'humain, miR-7 possède trois paralogues (miR-7-1, miR-7-2 et miR-7-3) localisés sur des chromosomes différents, respectivement le 9, le 15 et le 19.

## Séquence
Chez l'humain, le brin majoritairement incorporé au complexe RISC est localisé en 5' du duplex miARN/miARN*. 
Sa séquence est la suivante :
5'- uggaagacuagugauuuuguuguu -3' (miR-7-1/2/3-5p, la "graine" apparaît en rouge)
Chez la souris, les séquences sont les suivantes :
5'- uggaagacuagugauuuuguugu  -3' (miR-7a-1/2-5p)
5'- uggaagacuugugauuuuguuguu -3' (miR-7b-5p)
Comme on peut le constater, la séquence du miARN mature est extrêmement conservée par l'évolution, suggérant une fonction conservée.

## Rôles
MiR-7 est exprimé de manière préférentielle au niveau des îlots de Langerhans du pancréas et permettrait à ces cellules d'acquérir et de maintenir leur phénotype particulier. 
Les cellules β des îlots de Langerhans synthétisent et libèrent de l'insuline, notamment lors de la prise alimentaire et de l'augmentation de glycémie qui s'ensuit, afin de favoriser la mise en place de réserves énergétiques.
MiR-7 participerait à la régulation de gènes, notamment les SNAREs, impliqués dans la fusion des vésicules d'insuline avec la membrane plasmique, étape essentielle de l'exocytose.  
MiR-7 est également exprimé de manière préférentielle lors du développement de neurones sécrétoires localisés dans le prosencéphale du poisson-zèbre et de l'annélide Platynereis dumerilii. 
Ces neurones seraient les précurseurs évolutifs des neurones sécrétoires de l'ocytocine et de la vasopressine présents dans l'hypothalamus d'espèces ayant évolué plus récemment. 
Ceci pourrait signifier que l'expression de miR-7 permettrait d'acquérir et de conserver cette identité particulière de neurone sécrétoire.

## Régulation
Il a été mis en évidence relativement récemment que l'activité des miARNs pouvait être affectée par la présence de courtes séquences d'ARN non codantes appelées "éponges".
Ces éponges se fixent sur les miARNs par complémentarité des bases, ce faisant, elles empêchent les interactions potentielles que le miARN pourrait avoir avec ses cibles.
Lorsque ce type d'éponges est naturellement présent dans le génome, on parle d'"ARN compétiteurs endogènes" (ceRNA en anglais) (en).
Un type d'ARN particulier, non pas linéaire mais circulaire (circRNA en anglais), appelé ciRS-7 ou CDR1-AS (en), régule ainsi la disponibilité de miR-7. 
CiRS-7/CDR1-AS (circular RNA sponge for miR-7/antisense to the cerebellar degeneration-related protein 1) possède une succession de séquences complémentaires à miR-7 (plus de 70) qui constituent des sites de fixation pour ce miARN, et agirait donc comme une éponge. 
CiRS-7/CDR1-AS, en séquestrant miR-7, l’empêche d'agir comme un inhibiteur post-transcriptionnel et induit en conséquence une augmentation de l'expression des cibles de miR-7.
CiRS-7/CDR1-AS participerait à la régulation de miR-7, notamment dans le néocortex et l'hippocampe.

## Pathologie

### Obésité et diabète de type 2
Une étude a mis en évidence que l'abondance de miR-7 était réduite dans modèle murin d'obésité/diabète de type 2 ainsi que dans les îlots prélevés chez des patients souffrant d'obésité ou d'une forme de diabète modérée.
La sur-expression de miR-7, en utilisant un modèle de souris transgéniques, induit un diabète sucré chez ces souris dû à l'impossibilité de secréter de l'insuline et à une dédifférenciation des cellules β.